# Seututie 921
Pour les articles homonymes, voir Route 921.
La route régionale 921 (finnois : Seututie 921)  est une route régionale allant du village Lautiosaari de Keminmaa jusqu'au centre de Tornio en Finlande,,.

## Présentation
La seututie 921 est une route régionale de Laponie.
La route part 921 de la route régionale 926 au village de Lautiosaari à proximité de l'aéroport de Kemi-Tornio. Puis elle traverse la centrale hydroélectrique d'Isohaara, avant de traverser le centre de Keminmaa. 
Entre Keminmaa et Tornio elle longe la route nationale 29, et se termine au centre de Tornio.